# Richard K. Gershon
Richard K. Gershon (ur. 24 grudnia 1932, zm. 11 lipca 1983) – amerykański immunolog i patolog, profesor Uniwersytetu Yale, członek National Academy of Sciences.

## Życiorys
W 1954 roku ukończył studia na Uniwersytecie Harvarda. Prowadził badania nad biologią nowotworów i wirusowym zapaleniem wątroby. Na Uniwersytecie Yale współpracował m.in. z Włodzimierzem Ptakiem, który wspominał Richarda Gershona jako przyjaciela i jedną z najbliższych osób. Zmarł na raka płuc.

## Nagrody
- Gairdner Foundation International Award (1983)[4]
- William B. Coley Award (1983)[5]